# SpVgg Gelb-Rot Meiningen
SpVgg Gelb-Rot Meiningen  was een Duitse voetbalclub uit Meiningen, Thüringen.

## Geschiedenis
De club werd in 1924 opgericht en diende als club voor soldaten die in de stad gelegerd waren. De club sloot zich aan bij de Midden-Duitse voetbalbond en speelde in de competitie van West-Thüringen. In 1925 promoveerde de club al naar de hoogste klasse. Na een paar seizoenen middenmoot werd de club kampioen in 1929. Hierdoor mocht de club deelnemen aan de Midden-Duitse eindronde, maar werd meteen uitgeschakeld door VfB 1907 Coburg. Na enkele plaatsen in de subtop werd de club opnieuw kampioen in 1933 en verloor nu in de eindronde van Erfurter SC 1895. 
In 1933 werd de competitie geherstructureerd. De Midden-Duitse bond werd ontbonden en de vele competities werden vervangen door de Gauliga Mitte en Gauliga Sachsen. De clubs uit West-Thüringen werden te licht bevonden voor de Gauliga Mitte en ook voor de Bezirksklasse Thüringen, die de nieuwe tweede klasse werd, kwalificeerden zich slechts twee teams, waaronder Gelb-Rot. Na een vierde en een derde plaats werd de club vicekampioen in 1936. Het volgende seizoen speelde de club echter niet meer mee, het verdere lot van de club en of er überhaupt nog gespeeld werd voor 1945 is onbekend. 

## Erelijst
Kampioen West-Thüringen
1929, 1933